# Bukhara Womens
Il Bukhara Womens è un torneo professionistico di tennis giocato su campi in cemento. Fa parte dell'ITF Women's Circuit. Si gioca annualmente a Bukhara in Uzbekistan.

## Albo d'oro

### Singolare
| Anno | Campionessa        | Finalista          | Punteggio |
| ---- | ------------------ | ------------------ | --------- |
| 2011 | Nikola Hofmanová   | Marta Sirotkina    | 6-4, 7-5  |
| 2012 | Zarina Dijas       | Ljudmyla Kičenok   | 6–0, 6–0  |
| 2013 | Miharu Imanishi    | Nigina Abduraimova | 7–5, 7–5  |
| 2014 | Akgul Amanmuradova | Veronika Kapšaj    | 6–3, 7–5  |

### Doppio
| Anno | Campionesse                      | Finaliste                             | Punteggio           |
| ---- | -------------------------------- | ------------------------------------- | ------------------- |
| 2011 | Han Sung-hee Liang Chen          | Nina Bratčikova Ksenia Palkina        | 4-6, 7–6(5), [10-5] |
| 2012 | Ljudmyla Kičenok Nadežda Kičenok | Valentina Ivachnenko Kateryna Kozlova | 7–5, 7–5            |
| 2013 | Eri Hozumi Makoto Ninomiya       | Angelina Gabueva Veronika Kapšaj      | 3–6, 7–5, [10–8]    |
| 2014 | Veronika Kapšaj Sabina Sharipova | Nigina Abduraimova Akgul Amanmuradova | 6–4, 6–4            |